# Grey Ruegamer
Christopher Grey Ruegamer (født 1. juni 1976 i Scottsdale, Arizona, USA) er en tidligere amerikansk footballspiller, der spillede i NFL som center. Boothe blev draftet til ligaen i 1999 og spillede frem til 2008 for henholdsvis Miami Dolphins, New England Patriots, New York Giants og Green Bay Packers.
Ruegamer var en del af det New England Patriots-hold, der i 2002 vandt Super Bowl XXXVI over St. Louis Rams. Seks år senere var han igen i Super Bowl (XLII), denne gang med Patriots som modstander for Ruegamers New York Giants-hold. Ruegamer tog sin anden Super Bowl-sejr, da Giants ovarraskende vandt kampen.

## Klubber
- Miami Dolphins (1999)
- New England Patriots (2000–2002)
- Green Bay Packers (2003–2005)
- New York Giants (2006–2008)